# Ploskovice
Ploskovice è un comune della Repubblica Ceca facente parte del distretto di Litoměřice, nella regione di Ústí nad Labem.

## Monumenti e luoghi d'interesse

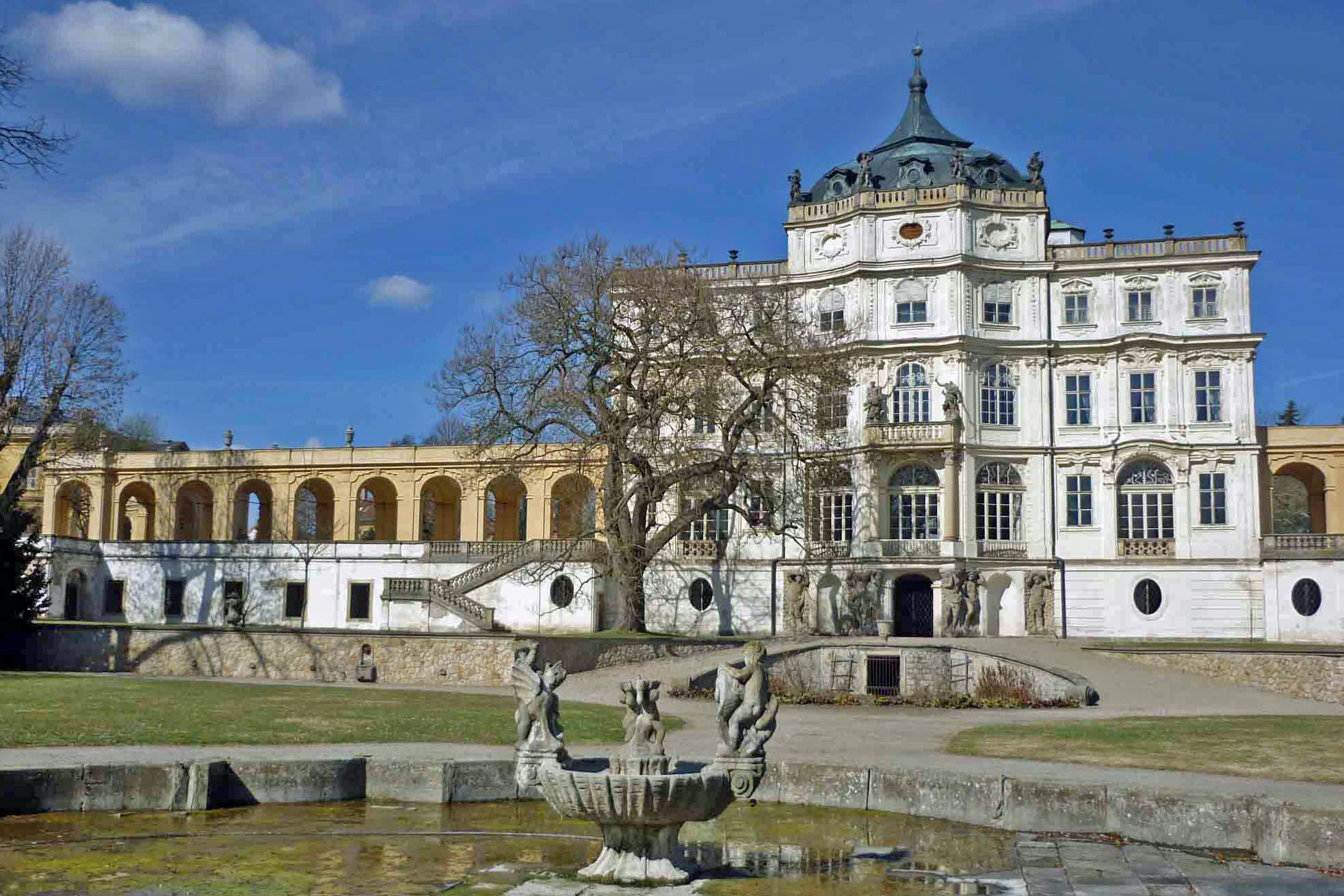
Castello di Ploskovice

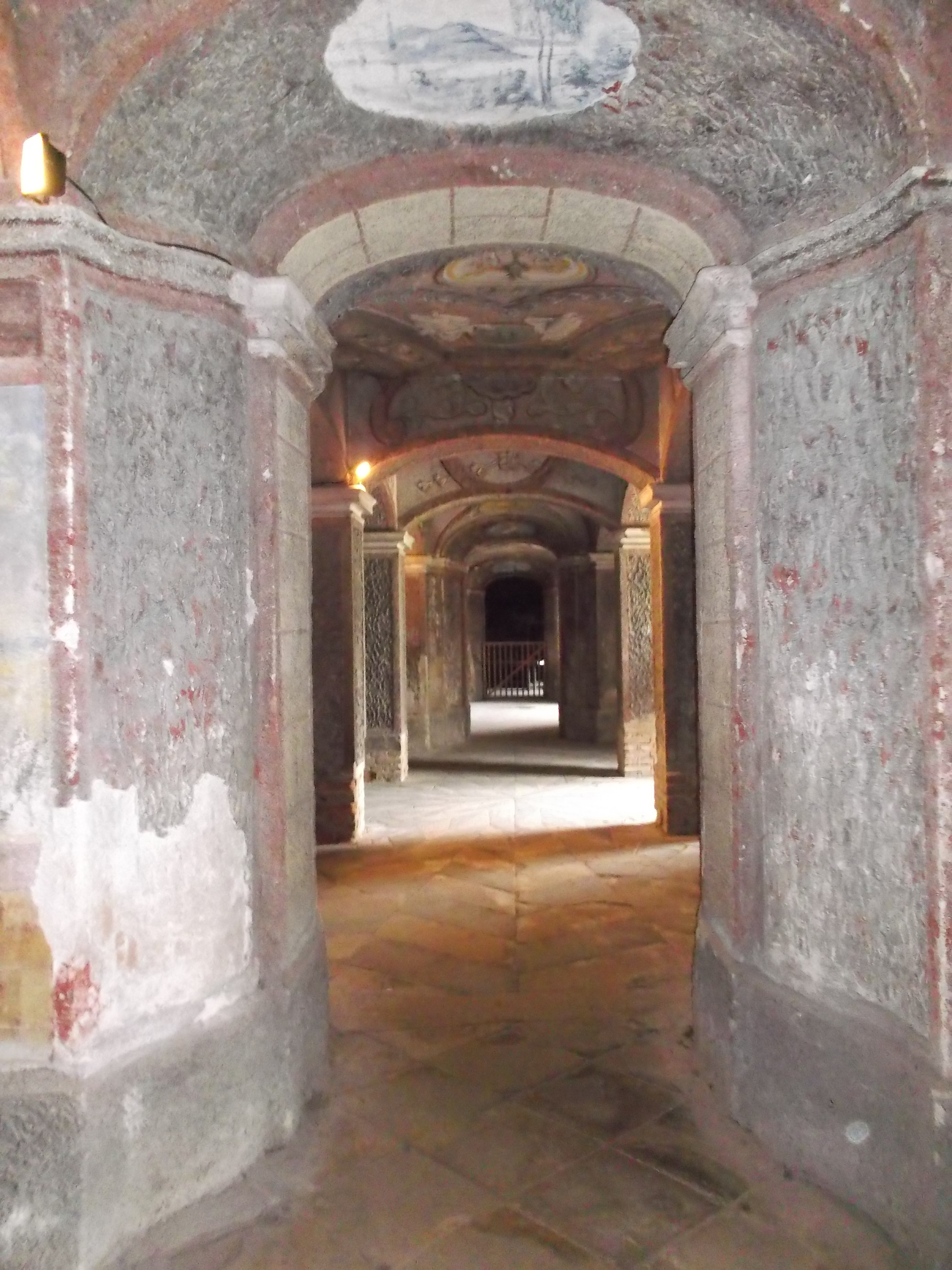
Grotta delle acque

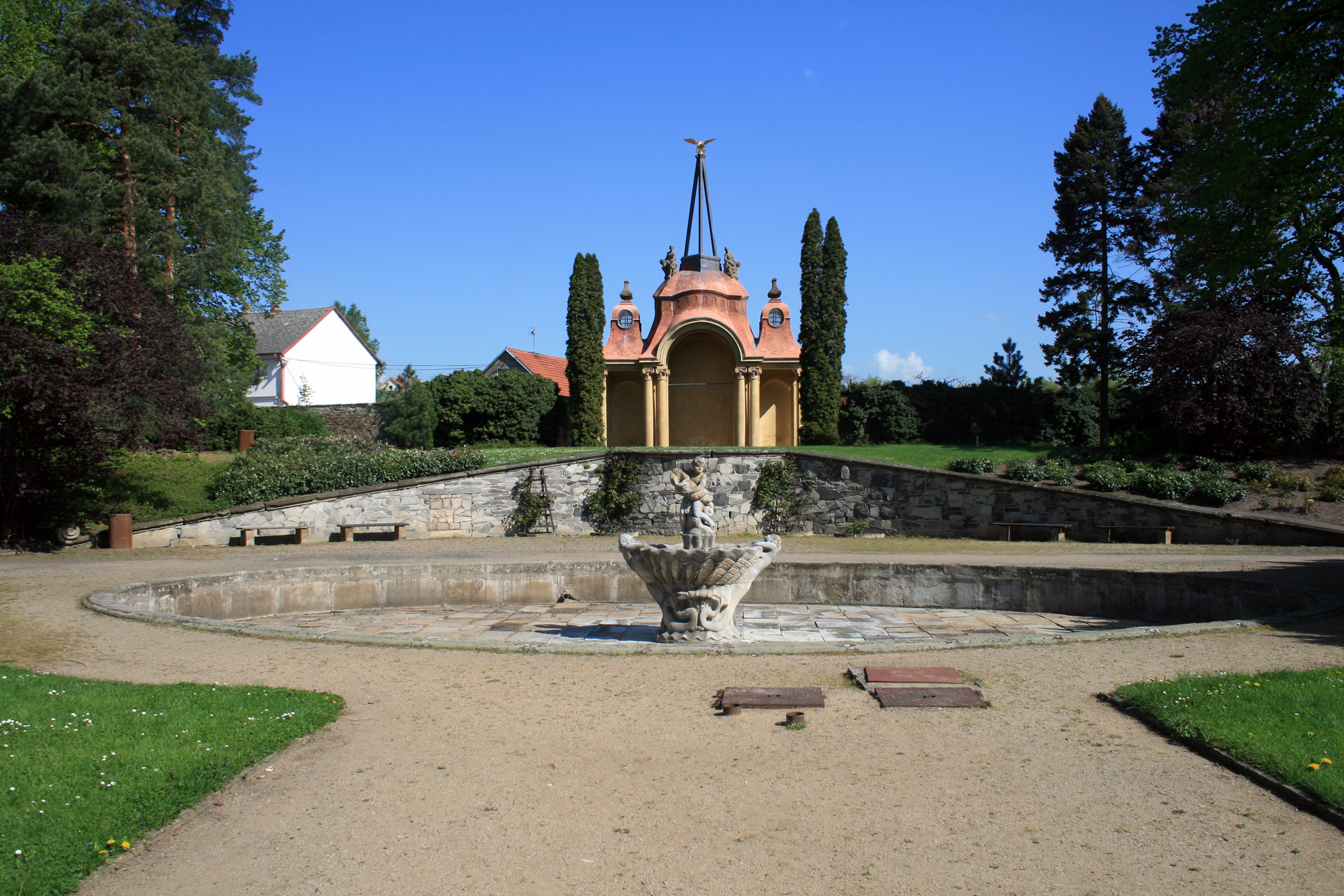
Veduta dei giardini

- Castello di Ploskovice. Il castello di Ploskovice[3] è stato costruito dove in passato sorgeva una roccaforte gotica appartenente, fino alle guerre hussite, ai Cavalieri Ospitalieri. Tutto il complesso fu ricostruito dopo il 1720 su progetto di Ottavio Broggio.  Nel XIX secolo il castello diventò dimora estiva dell'imperatore Ferdinando V dopo la sua abdicazione. Gli ambienti interni del castello sono decorati da pitture di Josef Matěj Navrátil e arredati con mobili storici dell'epoca del secondo rococò e collezioni di quadri antichi e stampe.  Nei sotterranei del castello è presente la grotta delle acque, risalente al XVIII secolo. Il castello è circondato da un ampio parco.